# Zone(s) de turbulence
Pour plus de détails, voir Fiche technique et Distribution.
Zone(s) de turbulence est une comédie islandaise, britannique et allemande réalisée par Hafsteinn Gunnar Sigurðsson et sortie en 2023.

## Fiche technique
Sauf indication contraire, les informations mentionnées dans cette section peuvent être confirmées par les bases de données cinématographiques IMDb et Allociné,  présentes dans la section « Liens externes ».
- Titre original : Northern Comfort
- Réalisation : Hafsteinn Gunnar Sigurðsson
- Scénario : Hafsteinn Gunnar Sigurðsson, Tobias Munthe et Halldór Halldórsson
- Musique : Daníel Bjarnason
- Décors : Hulda Helgadóttir et Eggert Ketilsson
- Costumes :
- Photographie : Niels Thastum
- Montage : Kristján Loðmfjörð
- Son : Björn Viktorsson et Huldar Freyr Arnarsson
- Production : Grímar Jónsson
  - Coproducteur : Mike Goodridge, Sol Bondy et Fred Burle
- Sociétés de production : One Two Films, Netop Films et Good Chaos
- Sociétés de distribution : Rezo Films
- Pays de production :  Islande,  Royaume-Uni et  Allemagne
- Langue originale : anglais
- Format : couleur — 2,35:1
- Genre : Comédie
- Durée : 97 minutes
- Dates de sortie :
  - États-Unis : 12 mars 2023 (Austin)
  - Allemagne :
    - 28 juin 2023 (Munich)
    - 12 octobre 2023 (en salles)

  - France : 9 août 2023

## Distribution
Sauf indication contraire ou complémentaire, les informations mentionnées dans cette section proviennent du générique de fin de l'œuvre audiovisuelle présentée ici.
- Timothy Spall : Edward
- Emun Elliott : Tom
- Ella Rumpf : Coco
- Lydia Leonard : Sarah
- Sverrir Gudnason : Alfons
- Simon Manyonda : Charles
- Rob Delaney : Ralph